# 1811

## أحداث
- تأسيس مدينة كاملوبس، كولومبيا البريطانية وتقع حاليا في كندا.
- تأسيس مدينة بيكرينغ، أونتاريو وتقع حاليا في كندا.
- نهاية الحرب السعودية المملوكية في 1811 والتي بدأت في 1790.
- بداية الحرب العثمانية السعودية في 1 أغسطس 1811 والتي انتهت في 1 أغسطس 1818.
- مارس - معركة خكيكرة بين عبد الله بن أحمد آل خليفة حاكم البحرين وجابر بن عبد الله الصباح حاكم الكويت أمام رحمة بن جابر الجلهمي حاكم الدمام بدعم من سعود بن عبد العزيز بن محمد.
- 15 مايو - استقلال باراغواي عن اسبانيا.
- 23 مايو - انتهاء ترجمة «المكتبة العربية الإسبانية في الأسكوريال» إلى العربية، بأمر من السلطان المغربي المولى سليمان. وهو كتاب لاتيني ألفه ميخائيل الغزيري في مدريد، وكان سبب الاهتمام المغربي هو وجود إشارات حول مخطوطات الخزانة الزيدانية المفقودة ضمن الكتاب.

## مواليد
- أوربان لوفيريي
- إليشا داير
- إيفاريست جالوا
- تشارلز كلارك
- جورج والن
- جيمس يانج سيمبسون
- كارل جوتسكوف
- هنري سميث لين
- هيريت ستاو
- وليام ثاكيري
- وليام هنري بيسل
- 29 أكتوبر - لويس بلان - مفكر اقتصادي اشتراكي فرنسي.

## وفيات
- أغسطس فيتزروي
- ماريانو مورينو
- هاينريش فون كلايست
- حسين بن أبي بكر بن غنام